# Darton
Darton is een plaats in het bestuurlijke gebied Barnsley, in het Engelse graafschap South Yorkshire. De plaats telt 16000 inwoners.